# Sejny
Sejny (udtale: [ˈsɛi̯nɨ], litauisk: Seinai)  er en by  i den nordøstlige del af voivodskabet Podlaskie i det nordøstlige Polen, tæt på  grænsen til Litauen og Hviderusland.  Den har   5.075(2021)  indbyggere og et areal på 4,49 km², og  er en del af  powiatet (amt) Sejny.

## Historie
I den tidlige middelalder var området omkring Sejny beboet af jotvingere, en af baltiske stammer nært beslægtet med litauere, der var ankommet til området i det første årtusinde. Der har været en vedvarende strid om området siden det 13. århundrede mellem den Teutonske Orden og Litauen. Dette resulterede i, at området blev næsten fuldstændig affolket, med kun få af de indfødte Yotvingianere, der overlevede. Den første skriftlige optegnelse over det område, hvor byen ligger nu, dateres til 1385, og anfører et væbnet angreb på de tyske riddere fra Giżycko (Castrum Leicze) mod  Merkinė.
Efter Melno-traktaten i 1422, hvor  den teutonisk-litauiske grænse  blev fastlagt, begyndte folk at vende tilbage til skovene i området. Området udgjorde en del af Storhertugdømmet Litauen inden for den polsk-litauiske union under Huset Jagiello, siden 1569 omdannet til Den polsk-litauiske realunion. Nye veje blev etableret, blandt andet vejen fra Berżniki (Beržininkai) gennem Sejny til Merkinė, der blev en bemærkelsesværdig handelsrute.